# AFL - Division IV 2015
La AFL Division IV 2015 è stata la 1ª edizione del campionato di football americano di quinto livello, organizzato dalla AFBÖ.

## Squadre partecipanti
| Club                  | Città                  | Stadio | Sponsor ufficiale | Risultato nella stagione 2015 |
| --------------------- | ---------------------- | ------ | ----------------- | ----------------------------- |
| Air Force Hawks       | Tulln an der Donau     |        |                   |                               |
| Asperhofen Blue Hawks | Asperhofen             |        |                   |                               |
| Carinthian Eagles     | Villaco                |        |                   |                               |
| Carnuntum Legionaries | Bruck an der Leitha    |        |                   |                               |
| Mostviertel Bastards  | Ybbs an der Donau      |        |                   |                               |
| Pannonia Eagles       | Baumgarten             |        |                   |                               |
| Pongau Ravens         | Sankt Johann im Pongau |        |                   |                               |
| Salzburg Ducks        | Salisburgo             |        |                   |                               |
| Styrian Hurricanes    | Stallhofen             |        | Peicher - US cars |                               |
| Traun Steelsharks 2   | Traun                  |        |                   |                               |
| Vienna Knights 2      | Vienna                 |        |                   |                               |
| Vikings Super Seniors | Vienna                 |        |                   |                               |

## Stagione regolare

### Calendario

#### 1ª giornata
| 4 aprile 2015 | Pongau Ravens | 11 – 6 (0-6 6-0 2-0 3-0) | Carinthian Eagles | (150 spett.) |

| 4 aprile 2015 | Traun Steelsharks 2 | 28 – 21 (14-7 7-14 7-0 0-0) | Air Force Hawks | (300 spett.) |

| 5 aprile 2015 | Styrian Hurricanes | 14 – 33 (7-0 0-0 0-19 7-14) | Salzburg Ducks |  |

| 6 aprile 2015 | Pannonia Eagles | 0 – 3 (0-0 0-3 0-0 0-0) | Vikings Super Seniors | (350 spett.) |

#### 2ª giornata
| 11 aprile 2015 | Vikings Super Seniors | 7 – 17 (0-0 0-3 7-7 0-7) | Carnuntum Legionaries | (300 spett.) |

| 11 aprile 2015 | Vienna Knights 2 | 50 – 0 (6-0 14-0 23-0 7-0) | Pannonia Eagles |  |

| 12 aprile 2015 | Salzburg Ducks | 64 – 0 (22-0 28-0 0-0 14-0) | Pongau Ravens | (300 spett.) |

| 12 aprile 2015 | Asperhofen Blue Hawks | 57 – 0 (6-0 13-0 21-0 7-0) | Traun Steelsharks 2 | (400 spett.) |

#### 3ª giornata
| 18 aprile 2015 | Mostviertel Bastards | 13 – 27 (7-2 6-0 0-15 0-10) | Asperhofen Blue Hawks | (550 spett.) |

#### 4ª giornata
| 25 aprile 2015 | Carnuntum Legionaries | 0 – 41 (0-7 0-21 0-6 0-7) | Vienna Knights 2 |  |

| 25 aprile 2015 | Carinthian Eagles | 2 – 32 (0-7 0-3 0-22 2-0) | Styrian Hurricanes |  |

| 26 aprile 2015 | Air Force Hawks | 6 – 29 (0-7 6-8 0-14 0-0) | Mostviertel Bastards | (400 spett.) |

#### 5ª giornata
| 2 maggio 2015 | Traun Steelsharks 2 | 13 – 39 (0-16 7-9 6-14 0-0) | Mostviertel Bastards |  |

| 2 maggio 2015 | Carnuntum Legionaries | 20 – 0 (6-0 0-0 7-0 7-0) | Pannonia Eagles |  |

| 2 maggio 2015 | Pongau Ravens | 0 – 42 (0-7 0-7 0-21 0-7) | Styrian Hurricanes |  |

| 3 maggio 2015 | Salzburg Ducks | 51 – 0 (13-0 22-0 7-0 9-0) | Carinthian Eagles | (200 spett.) |

| 3 maggio 2015 | Vienna Knights 2 | 70 – 0 (14-0 42-0 14-0 0-0) | Vikings Super Seniors |  |

| 3 maggio 2015 | Asperhofen Blue Hawks | 50 – 6 (10-0 20-0 13-0 7-6) | Air Force Hawks | (550 spett.) |

#### 6ª giornata
| 15 maggio 2015 | Vikings Super Seniors | 0 – 58 (0-20 0-17 0-21 0-0) | Vienna Knights 2 | (350 spett.) |

| 16 maggio 2015 | Mostviertel Bastards | 41 – 12 (6-6 7-0 7-6 21-0) | Traun Steelsharks 2 | (520 spett.) |

| 16 maggio 2015 | Styrian Hurricanes | 42 – 0 (14-0 16-0 6-0 6-0) | Pongau Ravens | (300 spett.) |

| 17 maggio 2015 | Carinthian Eagles | 0 – 54 (0-7 0-13 0-20 0-14) | Salzburg Ducks |  |

| 17 maggio 2015 | Air Force Hawks | 0 – 14 (0-7 0-0 0-7 0-0) | Asperhofen Blue Hawks |  |

| 17 maggio 2015 | Pannonia Eagles | 7 – 24 (0-3 7-7 0-14 0-0) | Carnuntum Legionaries | (280 spett.) |

#### 7ª giornata
| 30 maggio 2015 | Mostviertel Bastards | 44 – 14 (3-0 13-7 14-7 14-0) | Air Force Hawks | (550 spett.) |

| 30 maggio 2015 | Pongau Ravens | 3 – 55 (0-14 3-14 0-14 0-13) | Salzburg Ducks |  |

| 30 maggio 2015 | Styrian Hurricanes | 62 – 0 (28-0 21-0 6-0 7-0) | Carinthian Eagles |  |

| 31 maggio 2015 | Traun Steelsharks 2 | 7 – 51 (0-6 7-10 0-22 0-13) | Asperhofen Blue Hawks |  |

| 31 maggio 2015 | Vienna Knights 2 | 55 – 0 (21-0 14-0 13-0 7-0) | Carnuntum Legionaries | (150 spett.) |

| 31 maggio 2015 | Vikings Super Seniors | 0 – 51 (0-0 0-25 0-14 0-12) | Pannonia Eagles |  |

#### 8ª giornata
| 6 giugno 2015 | Carinthian Eagles | 18 – 27 (6-13 6-7 6-7 0-0) | Pongau Ravens |  |

| 6 giugno 2015 | Salzburg Ducks | 45 – 0 (13-0 26-0 6-0 0-0) | Styrian Hurricanes |  |

| 6 giugno 2015 | Carnuntum Legionaries | 32 – 13 (0-0 23-6 9-0 0-7) | Vikings Super Seniors |  |

| 6 giugno 2015 | Air Force Hawks | 29 – 12 | Traun Steelsharks 2 |  |

| 7 giugno 2015 | Pannonia Eagles | 0 – 46 (0-13 0-19 0-14 0-0) | Vienna Knights 2 |  |

| 7 giugno 2015 | Asperhofen Blue Hawks | 23 – 19 (7-12 0-0 6-0 10-7) | Mostviertel Bastards | (500 spett.) |

### Classifica
La classifica della regular season è la seguente:
- PCT = percentuale di vittorie, G = partite giocate, V = partite vinte,  P = partite perse, PF = punti fatti, PS = punti subiti

#### Conference A
| Pos. | Squadra               | PCT   | G | V | N | P | PF  | PS  |
| ---- | --------------------- | ----- | - | - | - | - | --- | --- |
| 1    | Asperhofen Blue Hawks | 1.000 | 6 | 6 | 0 | 0 | 222 | 45  |
| 2    | Mostviertel Bastards  | .667  | 6 | 4 | 0 | 2 | 185 | 95  |
| 3    | Air Force Hawks       | .167  | 6 | 1 | 0 | 5 | 76  | 177 |
| 4    | Traun Steelsharks 2   | .167  | 6 | 1 | 0 | 5 | 72  | 238 |

#### Conference B
| Pos. | Squadra            | PCT   | G | V | N | P | PF  | PS  |
| ---- | ------------------ | ----- | - | - | - | - | --- | --- |
| 1    | Salzburg Ducks     | 1.000 | 6 | 6 | 0 | 0 | 302 | 17  |
| 2    | Styrian Hurricanes | .667  | 6 | 4 | 0 | 2 | 192 | 80  |
| 3    | Pongau Ravens      | .333  | 6 | 2 | 0 | 4 | 41  | 227 |
| 4    | Carinthian Eagles  | .000  | 6 | 0 | 0 | 6 | 26  | 237 |

#### Conference C
| Pos. | Squadra               | PCT   | G | V | N | P | PF  | PS  |
| ---- | --------------------- | ----- | - | - | - | - | --- | --- |
| 1    | Vienna Knights 2      | 1.000 | 6 | 6 | 0 | 0 | 320 | 0   |
| 2    | Carnuntum Legionaries | .667  | 6 | 4 | 0 | 2 | 93  | 123 |
| 3    | Pannonia Eagles       | .167  | 6 | 1 | 0 | 5 | 58  | 143 |
| 4    | Vikings Super Seniors | .167  | 6 | 1 | 0 | 5 | 23  | 228 |

## Playoff

### Tabellone
|  | Semifinali | Semifinali            | Semifinali |                  |    | I Mission Bowl | I Mission Bowl | I Mission Bowl |  |
|  |            |                       |            |                  |    |                |                |                |  |
|  | 1B         | Salzburg Ducks        | 55         |                  |    |                |                |                |  |
|  | 1B         | Salzburg Ducks        | 55         |                  |    |                |                |                |  |
|  | 1A         | Asperhofen Blue Hawks | 10         |                  |    |                |                |                |  |
|  | 1A         | Asperhofen Blue Hawks | 10         |                  | 1B | Salzburg Ducks | 0              |                |  |
|  |            |                       |            |                  | 1B | Salzburg Ducks | 0              |                |  |
|  |            |                       | 1C         | Vienna Knights 2 | 28 |                |                |                |  |
|  | 1C         | Vienna Knights 2      | 1C         | Vienna Knights 2 | 28 | 56             |                |                |  |
|  | 1C         | Vienna Knights 2      |            |                  |    |                |                |                |  |
|  | 2A         | Mostviertel Bastards  | 0          |                  |    |                |                |                |  |

### Semifinali
| 20 giugno 2015 | Vienna Knights 2 | 56 – 0 (21-0 28-0 7-0 0-0) | Mostviertel Bastards |  |

| 21 giugno 2015, ore 19:30 | Salzburg Ducks | 55 – 10 (13-7 21-0 14-3 7-0) | Asperhofen Blue Hawks | (300 spett.) |

### I Mission Bowl
| 5 luglio 2015 | Salzburg Ducks | 0 – 28 (0-0 0-21 0-7 0-0) | Vienna Knights 2 |  |

## Verdetti
- Vienna Knights 2 Vincitori dell'AFL Division IV 2015